# Garveia crassa
Garveia crassa är en nässeldjursart som först beskrevs av Eberhard Stechow 1923.  Garveia crassa ingår i släktet Garveia och familjen Bougainvilliidae. Inga underarter finns listade i Catalogue of Life.